# Mecz na wodzie
Mecz na wodzie (niem. Wasserschlacht von Frankfurt – Frankfurcka Bitwa Wodna) – potoczne określenie meczu drugiej rundy mistrzostw świata w piłce nożnej 1974 w RFN, pomiędzy reprezentacją Polski a reprezentacją RFN. Spotkanie odbyło się 3 lipca 1974 na Waldstadion we Frankfurcie nad Menem.

## Sytuacja w grupie
Przed tym meczem reprezentacje Polski i RFN wygrały swoje dotychczasowe spotkania w grupie 2. – ze Szwecją (Polska 1:0, RFN 4:2) oraz z Jugosławią (Polska 2:1, RFN 2:0). Ponieważ Niemcy mieli lepszy bilans bramek, by awansować do finału wystarczał im remis. Biało-Czerwoni musieli ten mecz wygrać.
Tabela grupy 2. przedstawiała się następująco:
| Zespół     | Pkt | M | W | R | P | G+ | G– | +/– |
| ---------- | --- | - | - | - | - | -- | -- | --- |
| RFN        | 4   | 2 | 2 | 0 | 0 | 6  | 2  | +4  |
| Polska     | 4   | 2 | 2 | 0 | 0 | 3  | 1  | +2  |
| Szwecja    | 0   | 2 | 0 | 0 | 2 | 2  | 5  | −3  |
| Jugosławia | 0   | 2 | 0 | 0 | 2 | 1  | 4  | −3  |

## Stan boiska
W dniu meczu nad Frankfurtem przeszła ulewa – padało jeszcze na krótko przed planowanym rozpoczęciem meczu. Służby porządkowe oraz straż pożarna podjęły próby ratowania sytuacji i usuwania wody z murawy. W ruch poszły walce, łopaty, taczki i pompy, jednak boiska nie udało się doprowadzić do normalnego stanu.
Organizatorzy rozważali zmianę terminu meczu, lecz z powodu napiętego harmonogramu ostatecznie zdecydowali o rozegraniu spotkania. Piłkarze zagrali na boisku, które praktycznie nie nadawało się do gry.

## Przebieg meczu
Austriacki sędzia Erich Linemayr rozpoczął mecz z 30-minutowym opóźnieniem. Około 10. minuty po pierwszym gwizdku doszło do nietypowej sytuacji: sędzia przerwał spotkanie w celu uczczenia minutą ciszy pamięci zmarłego 1 lipca 1974 prezydenta Argentyny, Juana Peróna.
Z powodu złego stanu boiska zawodnikom obu drużyn grało się trudno, a sytuację pogarszały dalsze opady deszczu. Nasiąknięta wodą skórzana piłka zatrzymywała się w kałużach, uniemożliwiając stworzenie jakiejkolwiek składnej akcji. Piłkarze ślizgali się po boisku, biegając rozpryskiwali kałuże wody i błota.
Takie warunki szkodziły obu drużynom, Polakom wytrącały ich najważniejsze atuty: szybkie rozgrywanie piłki oraz grę skrzydłami. Mimo to w pierwszej połowie przewaga w grze była po stronie reprezentacji Polski, która oddawała groźne strzały na bramkę Niemców. Były one jednak skutecznie bronione przez będącego w życiowej formie niemieckiego bramkarza, Seppa Maiera.
Po przerwie przewagę w grze uzyskali piłkarze RFN. W 53. minucie po faulu Jerzego Gorgonia na Berndzie Hölzenbeinie sędzia podyktował rzut karny dla Niemców. Do piłki podszedł Uli Hoeneß, jednak Jan Tomaszewski obronił jego strzał. W 76. minucie padła decydująca dla losów spotkania bramka. Zdobył ją Gerd Müller, oddając mocny strzał po ziemi w polu karnym.
Mecz zakończył się zwycięstwem RFN 1:0. Niemcy awansowali do finału, w którym 7 lipca na Stadionie Olimpijskim w Monachium wygrali 2:1 z Holandią i zostali mistrzami świata. Dzień wcześniej, 6 lipca 1974, na tym samym monachijskim stadionie reprezentacja Polski wygrała 1:0 z obrońcą tytułu, Brazylią. Polacy zakończyli turniej na trzecim miejscu.

## Po meczu
Po latach kapitan reprezentacji RFN Franz Beckenbauer powiedział: 

Przy normalnych warunkach, nie mielibyśmy prawdopodobnie żadnych szans.

## Statystyki meczu
| 3 lipca 1974 16:30 CET | Polska | 0:1(0:0)Raport | RFN · 76' Müller | Waldstadion, Frankfurt nad Menem Widzów: 62 000 Sędzia: Erich Linemayr |
|                        |        |                |                  |                                                                        |

| Polska | RFN |

| BR               | 2  | Jan Tomaszewski    |  |     |  |
| OB               | 4  | Antoni Szymanowski |  |     |  |
| OB               | 6  | Jerzy Gorgoń       |  |     |  |
| OB               | 9  | Władysław Żmuda    |  |     |  |
| OB               | 10 | Adam Musiał        |  |     |  |
| PO               | 12 | Kazimierz Deyna    |  |     |  |
| PO               | 13 | Henryk Kasperczak  |  | 80' |  |
| PO               | 14 | Zygmunt Maszczyk   |  | 80' |  |
| NA               | 16 | Grzegorz Lato      |  |     |  |
| NA               | 18 | Robert Gadocha     |  |     |  |
| NA               | 19 | Jan Domarski       |  |     |  |
| Rezerwowi:       |    |                    |  |     |  |
| BR               | 1  | Andrzej Fischer    |  |     |  |
| BR               | 3  | Zygmunt Kalinowski |  |     |  |
| OB               | 5  | Zbigniew Gut       |  |     |  |
| OB               | 8  | Mirosław Bulzacki  |  |     |  |
| PO               | 7  | Henryk Wieczorek   |  |     |  |
| PO               | 11 | Lesław Ćmikiewicz  |  | 80' |  |
| NA               | 15 | Roman Jakóbczak    |  |     |  |
| NA               | 17 | Andrzej Szarmach   |  |     |  |
| NA               | 20 | Zdzisław Kapka     |  |     |  |
| NA               | 21 | Kazimierz Kmiecik  |  | 80' |  |
| NA               | 22 | Marek Kusto        |  |     |  |
| Trener:          |    |                    |  |     |  |
| Kazimierz Górski |    |                    |  |     |  |

| BR           | 1  | Sepp Maier               |
| OB           | 2  | Berti Vogts              |
| OB           | 3  | Paul Breitner            |
| OB           | 4  | Hans-Georg Schwarzenbeck |
| OB           | 5  | Franz Beckenbauer        |
| PO           | 16 | Rainer Bonhof            |
| PO           | 14 | Uli Hoeneß               |
| PO           | 12 | Wolfgang Overath         |
| PO           | 9  | Jürgen Grabowski         |
| PO           | 13 | Gerd Müller              |
| NA           | 17 | Bernd Hölzenbein         |
| Rezerwowi:   |    |                          |
| BR           | 21 | Norbert Nigbur           |
| BR           | 22 | Wolfgang Kleff           |
| OB           | 6  | Horst-Dieter Höttges     |
| OB           | 20 | Helmut Kremers           |
| PO           | 7  | Herbert Wimmer           |
| PO           | 8  | Bernhard Cullmann        |
| PO           | 10 | Günter Netzer            |
| PO           | 15 | Heinz Flohe              |
| PO           | 19 | Jupp Kapellmann          |
| NA           | 11 | Jupp Heynckes            |
| NA           | 18 | Dieter Herzog            |
| Trener:      |    |                          |
| Helmut Schön |    |                          |

- Sędzia główny:  Erich Linemayr
- Asystenci:
  -  Károly Palotai
  -  Rudolf Scheurer